# Haninge kommunvapen

Förekomsten av en tjädertupp (hane) gör Haninges vapen delvis talande. I vapnets komposition ingår de båda gamla kommunernas vapenbilder.

Haninge kommunvapen skapades med två äldre vapen som förebild. Västerhaninge och Österhaninge, som 1971 bildade Haninge kommun hade båda tjädertuppar i sina vapen. Tupparna, hanarna, syftar på Haninge och skogen Hanveden, som förr hade gott om tjäder- och orrtuppar.
Efter kommunernas sammanslagning lades de båda vapnen i "malpåse" och den nya storkommunen använde sig av en logotyp bestående av två hopkopplade, halva länkar som gemenligen kallades "korvarna". Märket var skapat av Sigvard Bernadotte och åsyftade kommunernas sammanlänkning.  År 1985 registrerades emellertid ett nytt vapen med en tjäder och liksom i ett av de föregåendes kompletterades det nu med ett ankare. Tjädern fick samma färg som i Österhaninges gamla vapensköld medan ankaret hämtades från Västerhaninges nedre sköldhalva. Gult, rött, blått utgör således kommunens av tradition heraldiska färgval.
Haninge garnison har samma föremål i sitt vapen men i annorlunda komposition.

## Blasonering
Blasonering: Sköld delad av guld, vari en röd tjädertupp, och av blått, vari ett ankare av guld.

## Vapen för tidigare kommuner inom nuvarande Haninge kommun
Västerhaninge landskommun hade ett vapen som var snarlikt Haninge kommuns nuvarande fast med en blå tjädertupp. Blasonering: "Sköld delad av guld, vari en blå tjädertupp, och av blått, vari ett ankare av guld." Det fastställdes av Kungl. Maj:t (regeringen) den 28 november 1952 och upphörde när Haninge kommun bildades vid årsskiftet 1970/1971. Symboliken var i princip densamma som i det nuvarande kommunvapnet.  Ankaret i nedre halvan står för kommunens marina anknytning medan tuppen i övre halvan representerar fastlandets stora skogar.
Österhaninge landskommun förde ett vapen med en röd tjädertupp, precis som i Haninge kommuns nuvarande vapen, men tillsammans med ett kors. Blasonering: "I fält av guld en tjädertupp stående på ett med utåtvidgade armar och genomborrat, runt mittparti format kors, båda röda." Vapnet fastställdes av Kungl. Maj:t för landskommunen den 2 februari 1951 och upphörde när Haninge kommun bildades vid årsskiftet 1970/1971. Tjädertuppen, hanen, representerar Haninge och Hanveden. En snarlik fågel som står på ett kors av liknande slag har hittats på ett par runstensfragment i Tungelsta och på en runhäll i Tyresta by. Korset symboliserar socknens kristnande kring år 1000.

Västerhaninge landskommun
Österhaninge landskommun